# Křeslo mého strýce
Křeslo mého strýce (ve francouzském originále Le Fauteuil de mon oncle) je opereta o jednom dějství francouzské skladatelky Clary Collinetové. Libreto k ní napsal novinář René de Rovigo. Její premiéra se konala 8. září 1859 v pařížském divadle Théâtre des Bouffes-Parisiens, které tehdy vlastnil a vedl Jacques Offenbach. 

## Vznik, historie a charakteristika
Skladatelka Clara Collinetová (1828–?) byla dcerou Huberta Collineta (1797–1867), slavného virtuosa ve hře na flažolet. Zdědila po něm hudební nadání a komponovala především písně. Roku 1856 napsala jednoaktovou opéru comique U paty zdi (Au Pied du mur), která byla provedena amatéry 13. května 1856 v sále pěvecké školy (École-Lyrique) v pařížské ulici rue de la Tour d'Auvergne. Text k této opeře jí napsal – spolu s básníkem Alfredem des Essartsem – žurnalista a výrazná společenská osobnost Marie-René-Napoléon Savary, druhý vévoda z Roviga (1813–1872), syn slavného napoleonského generála. Rovigo psal články o politice a umění především do časopisu Le Figaro, který roku 1854 převzal jeho přítel Hippolyte de Villemessant. Ten byl současně velkým přítelem a příznivcem Jacquese Offenbacha a jím založeného divadla Bouffes-Parisiens; sám ve svých pamětech žertovně nazýval Le Figaro „Úředním věstníkem Bouffes-Parisiens“. Je tedy pochopitelné, že další výtvor Roviga a Collinetové byl napsán přímo pro toto divadlo, zvláště když v něm Offenbach dával prostor nejen začínajícím skladatelům ale i skladatelkám, jako Pauline Thysové (Turecké jablíčko / Pomme de Turquie, 1857) nebo Clémence de Grandval (Lízin krejcar / Le Sou de Lise, 1860). Námět pro Křeslo mého strýce pocházel z Anglie, kterou oba autoři dobře znali. Tato opereta byla v tisku ohlašována již v září 1858, ale její premiéra se konala až o rok později.

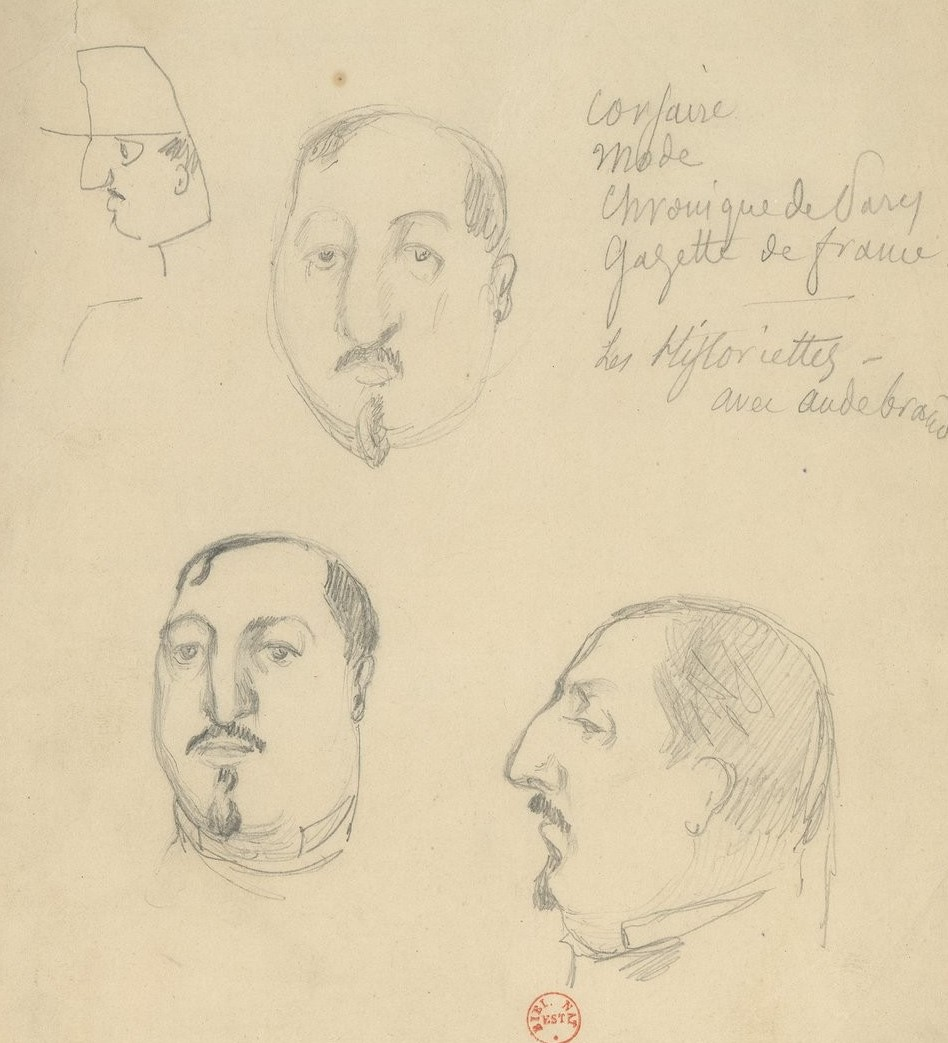
René de Rovigo, libretista Křesla mého strýce, karikatura Nadara

Co do kritického ohlasu, recenzent Revue et Gazette musicale de Paris byl plně spokojen: „Tento drobný kus je příjemný a dobře vedený; jeho hlavní přednosti je, že nabídl několik hudebních situací, jež poskytly slečně Collinetové příležitost k velmi povzbudivému debutu. Její partitura se skládá z pěti nebo šesti čísel napsaných s nekonečnou elegancí a lehkostí. Motiv předehry je okouzlující; kuplet Hurrah pour la vieille Angleterre!, který musel být opakován, vykazuje dokonale povedený britský charakter. Navíc zmíníme velmi hezký tercet zpívaný zčásti šeptem a celou scénu spánku, která u slečny Collinetové objevuje určitou dramatickou schopnost.“ Alexis Dureau v hudebním týdeníku Le Ménéstrel psal: „Slečna Collinetová napsala pro tuto malou aktovku hudbu možná trochu hlučnou, jež není vždy v souladu se situacemi; přesto obecenstvo oprávněně aplaudovalo jakémusi chvalozpěvu na čaj, výbornému motivu Hurrah pour la vieille Angleterre, milostnému kupletu a tercetu Bonsoir.“ Mnohem skeptičtější byl novinář Albert de Lasalle, mimo jiné první kronikář Bouffes-Parisiennes. V časopisu Le Monde illustré mínil, že tato opereta „je spíše sentimentální než veselá; mísí se tam také několik scén důmyslné fantastiky, a byli bychom ji rádi viděli hranou jinde než v Bouffes, například v Gymnase“, tj. v divadle, které se na sentimentální náměty specializovalo. „Partitura slečny Collinetové má tu zvláštnost, že začíná velmi pěkným kouskem, následující je méně dobře inspirované, třetí je horší než druhé atd. až do konce. Nejvíce jsme si užili úvodního duetu, plného svěžesti a vervy; boxerova píseň je dobrým pastišem anglické hudby; nelze upřít určité formální přednosti ani romanci slečny Chabertové, mnohem lepší než doktorův kuplet a zejména fantastická scéna, která se nám zdála dokonale chladná a bezbarvá.“ Ve své knize Histoire des Bouffes-Parisiens s menším odstupem pak soudil, že „hudbě slečny Collinetové nechyběly melodické kvality, navíc byla dovedně napsána, duet o čaji a boxerova píseň se líbily díky svému ráznému rytmu“.
Brzy po uvedení této operety se Clara Collinetová odstěhovala do Anglie, kde působil její otec; o jejím dalším životě není nic známo.

## Osoby a první obsazení
| osoba                        | hlasový obor | premiéra (8. září 1859)                         |
| ---------------------------- | ------------ | ----------------------------------------------- |
| Sarah Watsonová, mladá vdova | soprán       | (Marie-)Pierrette(-Amélie) Chabert              |
| Roberts, boxer               | tenor        | Charles-François Duvernoy                       |
| Richard, student             | tenor        | Henri Tayau                                     |
| Strýc z křesla (Bob Green)   | baryton      | Tautin père (vl. jm. Jacques-Adolphe Vaissière) |

## Děj operety

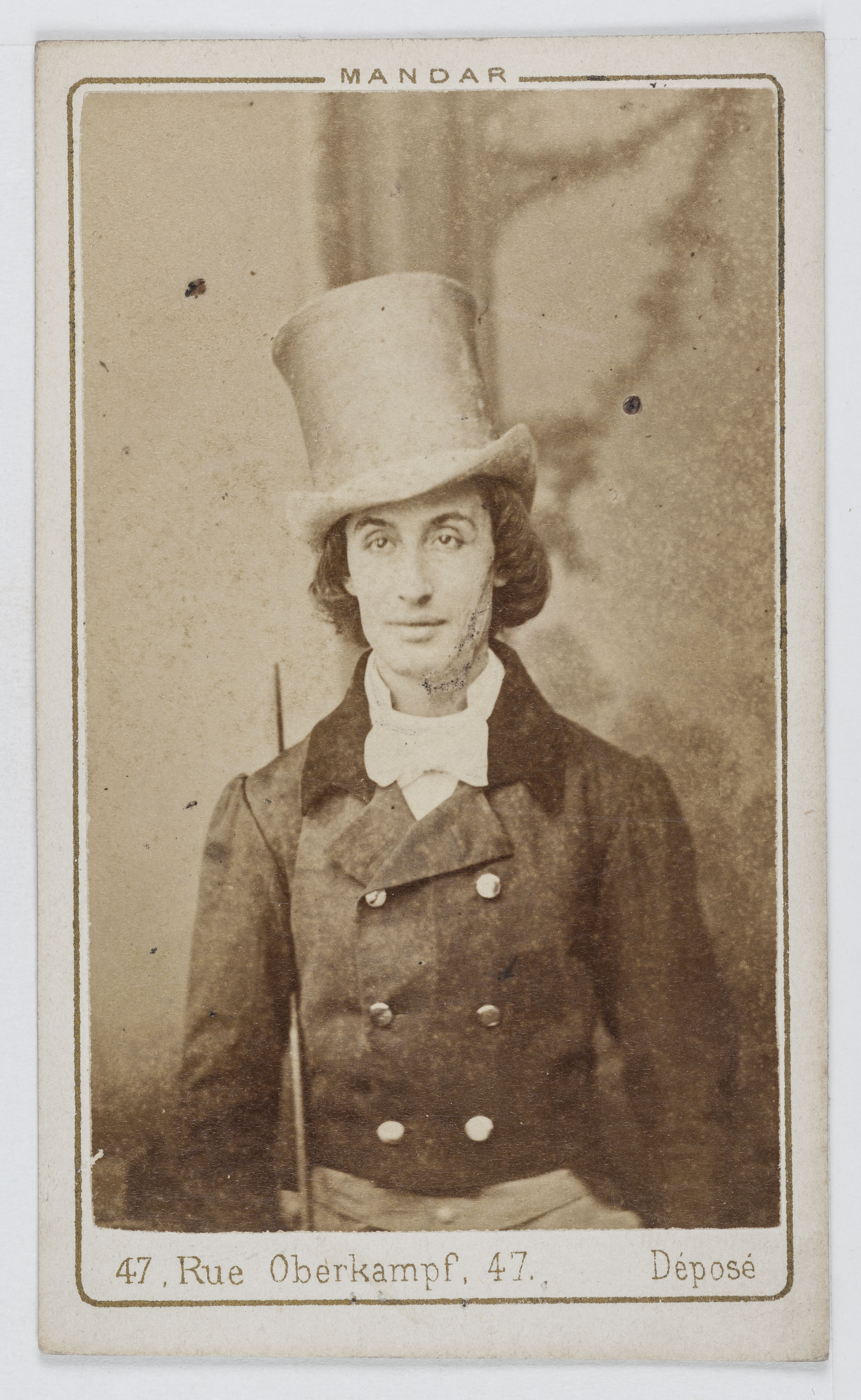
Henri Tayau, první představitel boxera Robertse, fotografie M. Mandara

(Odehrává se na malém městě v Anglii; salon v penzionu s krbem, čajovou soupravou, soupravou na gin, velkým portrétem poručíka námořnictva Boba Greena a jeho oblíbeným křeslem) Majitelka penzionu, mladá vdova Sarah Watsonová, popíjí čaj se svým nápadníkem, boxerem Robertsem (č. 1 duet Breuvage salutaire). Je již pozdě večer a Sarah naznačuje Robertsovi, že by měl jít domů; její pověst by utrpěla, kdyby u ní proslulý boxer zůstal přes noc. Roberts si pochvaluje své zaměstnání, které mu přináší slávu i peníze (č. 2 kuplet Hourra pour la vieille Angleterre). V nadcházejícím manželství se však Sarah nemusí bát nějakých násilností, on své rány dává výhradně za peníze – ledaže by šlo o soka v lásce… A zdá se mu, že Sarah s přílišnými sympatiemi hovoří o svém nájemníkovi, mladém studentovi Richardu Snarlayovi, který přednedávnem zdědil nájem tohoto bytu včetně mobiliáře po zemřelém strýci, námořním důstojníkovi Bobu Greenovi. Ostatně Sarah Robertse hostí právě zde, protože je to nejútulnější místnost jejího penzionu a Richard se vrací až pozdě večer.
A to je právě nyní. Sarah oba muže představuje, ti se měří nepřátelským pohledem. Richard oznámí, že uvolnil (Robertsovu) klisnu, která byla ustájena na místě vyhrazeném pro jeho ponyho, a Roberts musí běžet honit svého koně po ulici. V jeho nepřítomnosti se neduživý Richard osměluje vyznat svou náklonnost ke své paní domácí. Sarah sice má plány s Robertsem, ale přesto mladíka ponouká, aby neztrácel naději (č. 3 kuplet Pourquoi vous taire?). Roberts se vrací a ještě jasněji vidí v mladíkovi svého rivala. Sarah zabrání konfrontaci tím, že je všechny posílá spát, neboť už je půlnoc (č. 4 tercet Qu'on se retire), ale Roberts se s Richardem po straně smluví, že zítra ráno se mezi nimi musí rozhodnout po chlapsku. Roberts na odchodu omylem odnese Richardův svrchník. Richard, který si v souboji s boxerem nedává mnoho šancí, hledá útěchu v ginu (č. 5 kuplet Le chagrin qui m'opprime) a pak usne na pohovce.
Z portrétu vystoupí jeho strýc Bob. Dává se synovci poznat (č. 6 Bonsoir, cher oncle Bob… N'est-ce pas drôle?). Hodlá mu totiž pomoci získat vdovu za ženu, protože jinak hrozí, že Richarda vystěhuje a Bobův nábytek včetně portrétu a oblíbeného křesla přijde do dražby nebo něco horšího. Dává synovci radu, že trumf najde v kapse kabátu, a opět zmizí.
Ráno v šest hodin se Roberts dostaví k souboji a Richard ho volky nevolky následuje (č. 7 duet Le champ clos vous appelle). Sarah se je snaží zastavit. Richard se zmiňuje o tom, že v noci viděl svého strýce, což vede Sarah i Robertse k přesvědčení, že se pomátl. Pak si však Richard vzpomene na strýcovu radu a hledá v kapse svrchníku (rozumí se Robertsova, protože si je včera zaměnili). Nachází v ní dopis Robertsovi od jeho zákonité manželky, v němž se navíc zmiňuje jejich devět dětí. Roberts bere odhalení svého pokusu o bigamii s nadhledem a ustupuje svému sokovi, zatímco Richard a Sarah se s úlevou přidávají ke chvále boxu (finále-repríza Hourra pour la vieille Angleterre).